# ألبرت إيفانز (لاعب كرة قدم)
ألبرت إيفانز (بالإنجليزية: Albert Evans)‏ (17 أكتوبر 1901 في المملكة المتحدة - 1 يناير 1969) هو لاعب كرة قدم بريطاني (وحمل سابقاً جنسية المملكة المتحدة لبريطانيا العظمى وأيرلندا) في مركز الهجوم. لعب مع توتنهام هوتسبير وغرانتهام تاون ‏ ونادي وكينغ.